# Kirstie Alley
Pour les articles homonymes, voir Alley.
Kirstie Alley, née le 12 janvier 1951 à Wichita (Kansas) et morte le 5 décembre 2022 à Tampa (Floride), est une actrice, productrice et scénariste américaine.

## Biographie

### Carrière
Kirstie Alley s'est principalement illustrée à la télévision, où elle est apparue dans les séries Cheers, Nord et Sud, Les Dessous de Veronica ou Fat Actress. Au cinéma, elle connait la notoriété en 1989 grâce à la comédie familiale Allô maman, ici bébé !, aux côtés de John Travolta, et ses suites Allô maman, c'est encore moi et Allô maman, c'est Noël qui sont des succès au box-office international. 
Elle a également tourné plusieurs autres comédies pour le cinéma, avec pour partenaires Bill Pullman, Steve Guttenberg et Tim Allen, et des réalisateurs renommés comme Carl Reiner, Woody Allen ou Bryan Spicer. 
Au-delà de l'action et du suspense, Kirstie Alley s'est également illustrée dans le fantastique et la science-fiction - après des débuts à l'écran dans Star Trek : La Colère de Khan, elle tourne Onde de choc et Runaway de Michael Crichton en 1984, Le Village des damnés de John Carpenter en 1995.
En 2011, elle fait partie du casting de la douzième édition de Dancing with the Stars avec notamment la vedette de E! Kendra Wilkinson, du top model Petra Nemcova ou du catcheur Chris Jericho. En septembre 2012 elle est de nouveau candidate à Dancing with the Stars, pour la quinzième saison. Cette nouvelle saison regroupe 13 All Stars. Elle est en compétition face à 6 anciens champions de Dancing with the Stars ou encore Pamela Anderson.
En 2013 la chaine TV Land commande son sitcom Kirstie, avec notamment Rhea Perlman (ancienne partenaire de la série Cheers) et Michael Richards. La série est arrêtée au bout d'une saison. 
Durant l'été 2018 elle participe à la 22e saison de l'émission anglaise Celebrity Big Brother, sur Channel 5, à la suite de nombreuses personnalités américaines (Janice Dickinson, Stephen Baldwin, Heidi Montag, LaToya Jackson, Jermaine Jackson, Dirk Benedict, Verne Troyer, Tara Reid ou Dennis Rodman). Elle finit 2e lors de la finale.

### Mort
Le 5 décembre 2022, elle meurt à Tampa, des suites d'un cancer colorectal foudroyant diagnostiqué peu de temps auparavant.

### Vie privée
Kirstie Alley était membre de l'église de scientologie depuis 1979. Elle y était entrée car elle avait une addiction à la cocaïne. 

## Filmographie

### Cinéma

#### Comme actrice
- 1982 : Star Trek 2 : La Colère de Khan (Star Trek II: The Wrath of Khan) de Nicholas Meyer : Lt. Saavik
- 1983 : One More Chance (en) de Sam Firstenberg : Sheila
- 1984 : Champions de John Irvin : Barbara
- 1984 : Onde de choc (en) de Nico Mastorakis : Claire Simpson
- 1984 : Runaway : L'Évadé du futur (Runaway) de Michael Crichton : Jackie Rogers
- 1987 : Prof d'enfer pour un été (Summer School) de Carl Reiner : Ms. Robin Elizabeth Bishop
- 1988 : Randonnée pour un tueur (Shoot to Kill) de Roger Spottiswoode : Sarah Renell
- 1989 : Loverboy de Joan Micklin Silver : Dr Joyce Palmer
- 1989 : Allô maman, ici bébé ! (Look Who's Talking) d'Amy Heckerling : Mollie Jensen
- 1990 : Faites comme chez vous (en) (Madhouse) de Tom Ropelewski : Jessie Bannister
- 1990 : L'amour dans de beaux draps (Sibling Rivalry) de Carl Reiner : Marjorie Turner
- 1990 : Allô maman, c'est encore moi (Look Who's Talking Too) d'Amy Heckerling : Mollie Ubriacco
- 1993 : Allô maman, c'est Noël (Look Who's Talking Now) de Tom Ropelewski : Mollie Ubriacco
- 1994 : 3 Chains O' Gold de et avec Prince (vidéo) : Vanessa Bartholomew
- 1995 : Le Village des damnés (Village of the Damned) de John Carpenter : Dr Susan Verner
- 1995 : Papa, j'ai une maman pour toi (It Takes Two) d'Andy Tennant : Diane Barrows
- 1996 : Sticks and Stones de Neil Tolkin (en) : Joey's Mom
- 1997 : Nevada (en) de Gary Tieche : McGill
- 1997 : Harry dans tous ses états (Deconstructing Harry) de Woody Allen : Joan
- 1997 : Les Sexton se mettent au vert (For Richer or Poorer) de Bryan Spicer : Caroline Sexton
- 1999 : The Mao Game de Joshua John Miller : Diane Highland
- 1999 : Belles à mourir (Drop Dead Gorgeous) de Michael Patrick Jann : Gladys Leeman
- 2004 : Back by Midnight de Harry Basil (en) : Gloria Beaumont
- 2015 : Accidental Love de David O. Russell : tante Rita (film tourné en 2008 ayant connu des problèmes durant la production)

#### Comme productrice
- 1996 : Suddenly
- 1997 : Nevada (en)

### Télévision
- 1983 - 1984 : Masquerade série : Casey Collins
- 1983 : La croisière s'amuse série (deux épisodes)
- 1984 : Péchés de jeunesse avec Barbara Carrera, Kim Cattrall téléfilm : Patrice Cantwell
- 1985 : Playmate à la une/Dans la peau d'une autre/A Bunny's Tale de Karen Arthur d'après le roman enquête de Gloria Steinem téléfilm : Gloria Steinem
- 1985 : Nord et Sud de Richard T. Heffron d'après John Jakes avec Patrick Swayze, Lesley-Anne Down, James Read, Parker Stevenson, Jean Simmons, David Carradine feuilleton : Virgilia Hazard
- 1985 : Le Voyageur (The Hitchhiker) série (1 épisode)
- 1986 : Des vacances de rêve/Prince of Bel Air avec Mark Harmon, Robert Vaughn téléfilm : Jamie Harrison
- 1986 : Nord et Sud 2 avec Elizabeth Taylor, James Stewart, Linda Evans, Robert Mitchum feuilleton TV
- 1986 : Stark/Sur les lieux du crime : Meurtres à Las Vegas avec Nicolas Surovy, Ben Murphy, Michelle Phillips, Dennis Hopper téléfilm 1987 : Infidelity de David Lowell Rich avec Lee Horsley, Robert Englund téléfilm
- 1987 : Le Voyageur (The Hitchhiker) 1 épisode
- 1987 - 1993 : Cheers série : Rebecca Howe
- 1990 : Masquerade
- 1994 : David's Mother drame de Robert Allan Ackerman avec Sam Waterston, Stockard Channing téléfilm
- 1996 : Pierre et le loup téléfilm
- 1996 : Radiant City avec Gil Bellows téléfilm
- 1997 : Le Dernier Parrain feuilleton
- 1997 : Les Dessous de Veronica série
- 1997 : Une fée bien allumée avec Dale Midkiff, Lynn Redgrave téléfilm
- 1998 : Le Dernier Parrain 2 feuilleton
- 2001 : Blonde d'après Joyce Carol Oates avec Poppy Montgomery en Marilyn Monroe, Patrick Dempsey, Ann-Margret feuilleton
- 2001 : Dharma et Greg série (1 épisode)
- 2002 : Salem Witch Trials drame historique de Joseph Sargent avec Alan Bates, Shirley MacLaine, Peter Ustinov, Rebecca De Mornay feuilleton
- 2003 : FBI : Portés disparus série (saison 2 épisode 16) : Noreen Raab
- 2003 : Profoundly Normal
- 2004 : La haine en héritage (Familiy Skins) : Brenda Geck
- 2004 : Un poids sur la conscience (While I Was Gone)
- 2005 : Fat Actress série
- 2007 : The Minister of Divine comédie
- 2007 : Revanche de femme (Write and Wrong)
- 2010 : Kirstie Alley's Big Life (télé-réalité)
- 2011 - 2012 : Dancing with the Stars (télé-réalité), candidate lors des saisons 12 et 15
- 2013 - 2014 : Kirstie : Maddie Banks
- 2013 : Trafic de bébés (Baby Sellers) : Carla Huxley
- 2016 : Scream Queens : Ingrid Marie Hoffel
- 2018 : Celebrity Big Brother (télé réalité), candidate lors de la saison 22
- 2020 : Amy Thompson, le combat d'une mère (You Can't Take My Daughter) de Tori Garrett (téléfilm) : Suzanne
- 2022 : The Masked Singer (saison 7) : candidate, déguisée en bébé mammouth

## Voix françaises

### En France
Kirstie Alley a été doublée à de nombreuses reprises par Marie Vincent, notamment dans la trilogie Allô maman, ici bébé !, mais aussi dans L'amour dans de beaux draps et dans Harry dans tous ses états.

## Publications
- How to Lose Your Ass and Regain Your Life: Reluctant Confessions of a Big-Butted Star, Rodale Books (en), 2005.
- The Art Of Men: I Prefer Mine Al Dente, Atria Books, 2012.